# Cement (dokumentarfilm)
Cement er en dansk dokumentarfilm fra 1950, der er instrueret af Per B. Holst efter manuskript af Albert Mertz.

## Handling
Filmen fortæller kridtets og lerets tilblivelseshistorie og viser de mange årtusinders aflejringer, der har skabt disse to fundamentale bestanddele i cementen. På cementfabrikken i Aalborg vises i laboratoriet i lille format, hvordan cementfabrikationen foregår, og man følger derefter i storfabrikationen den samme proces. Cementen forlader fabrikken for at forsendes ud til hele verden. Til bygninger, veje og broer bruges alle vegne cement, et af 1950'ernes vigtigste byggematerialer.